# Pietro Castellitto
Pietro Contento Castellitto (nacido el 16 de diciembre de 1991) es un actor, director de cine y guionista italiano, hijo del actor y director Sergio Castellitto y la escritora Margaret Mazzantini.

## Biografía
Castellitto comenzó su carrera como actor a principios de la década de 2000, en películas dirigidas por su padre, como No te muevas.
En 2020, Castellitto presentó su debut como director, Los depredadores, en la sección Horizontes de la 77.ª edición del Festival de Venecia, donde recibió el premio al mejor guion.

## Filmografía

### Actor
| Año  | Título                     | Director          | Role                    |
| ---- | -------------------------- | ----------------- | ----------------------- |
| 2004 | No te muevas               | Sergio Castellito | Timoteo joven           |
| 2012 | Nacido dos veces           | Sergio Castellito | Pietro                  |
| 2018 | La profezia dell'armadillo | Emanuele Scaringi | Secco                   |
| 2020 | Los depredadores           | Pietro Castellito | Federico                |
| 2020 | Enloquece                  | Gabriele Mainetti | Cencio                  |
| 2022 | Robando a Mussolini        | Renato De Maria   | Pietro Lamberti / Isola |

### Director
| Año  | Título           | Notas                                                                                          |
| ---- | ---------------- | ---------------------------------------------------------------------------------------------- |
| 2020 | Los depredadores | Estreno mundial en la sección Horizons del 77.º Festival Internacional de Cine de Venecia      |
| 2023 | Enea             | Estreno mundial en la competencia principal del 80.º Festival Internacional de Cine de Venecia |